# Tony Bracke
Tony Bracke (Gent, 15 december 1971) is een Belgisch wielrenner  woonachtig in Geraardsbergen waar hij tevens een fietsenwinkel uitbaat. Hoewel hij nogal onopvallend reed in de jeugdreeksen, kreeg hij in 1996 een contract bij Lotto. In dat jaar won hij een regionale wedstrijd te Ninove. Het jaar erna kon hij naar de Ipso-ploeg.

## Overwinningen
1993
- 2e etappe Ronde van Limburg

1995
- 2e etappe Ronde van Limburg
- Eindklassement Ronde van Limburg
- Ardense Pijl
- 2e etappe Ronde van het Waalse Gewest
- 4e etappe Ronde van het Waalse Gewest

1996
- GP Beeckman-De Caluwé

1998
- Memorial Thijssen

1999
- Stadsprijs Geraardsbergen

2000
- Grote 1-Mei Prijs
- Memorial Thijssen

2006
- 1e etappe Ronde van Namen

2007
- Belgisch kampioenschap wielrennen voor elite zonder contract

## Resultaten in voornaamste wedstrijden
| Jaar | Parijs-Brussel |
| ---- | -------------- |
| 2003 | 5e             |

## Ploegen
- 1996-Lotto-Isoglass
- 1997-Ipso-Euroclean
- 1998-Collstrop
- 1999-Collstrop-De Federale Verzekeringen
- 2000-Collstrop-De Federale Verzekeringen
- 2001-Collstrop-Palmans
- 2002-Palmans-Collstrop
- 2003-Landbouwkrediet-Colnago
- 2004-Landbouwkrediet-Colnago
- 2005-Landbouwkrediet-Colnago
- 2006-Yawadoo-Colba-ABM
- 2007-Yawadoo-ABM-TV Vlaanderen
- 2014-Wetterse Dak Werken